# Ісмаїл I
Ісмаїл І (1487–1524) — шахиншах Ірану (1501–1524). Батько шаха Ірану Тахмаспа І (1514-1576). 
Засновник держави Сефевідів в Ірані та перший шах єдиної іранської держави. Нащадок шейха Сефі ад-Діна. Захопив державу Ширваншахів.

## Протистояння зосманами
Позиціонуючи себе лідером сунітів, Селім I Грізний конкурував із шиїтським шахиншахом Ісмаїлом.
У 1513 Селім влаштував в Анатолії жорстоку різанину «єретиків»-шиїтів, знищивши 40-45 000 осіб у віці від 7 до 70 років — імовірно, щоб очистити від «п'ятої колони» прикордонні області (доти 4/5 населення Малої Азії були шиїтами і співчували Сефевідам).
У травні 1514 османська армія вторглася до володінь Ісмаїла. Кизилбаші уникали бою, сподіваючись виснажити супротивника відступом вглиб країни, знищуючи на його шляху все, що могло стати в пригоді. Вирішальний бій відбувся 23 серпня 1514 на рівнині Чалдиран (тур. Çaldiran) і закінчився повним розгромом війська кизилбашів. Шахиншах дивом врятувався втечею. Через два тижні Селім вступив до столиці Сефевідів — Тебризу — проте пробув там всього кілька днів (яничари, боячись голодної зими, зажадали вести їх додому).
Поверталися через Єреван, Карс та Ерзурум, прихопивши шахські казну, гарем і близько тисячі ремісників. До імперії було приєднано майже весь Курдистан та частину Вірменії. Незабаром більшу частину Курдистану Ісмаїл I повернув собі назад, але наступного року деякі курдські вожді добровільно перейшли під протекцію султана.
Помер в 1524 у віці 36 років.

## Творчість
Писав вірші Азербайджанською та перською мовами. під псевдонімом Хатаї ("Хатаї" з фарсі перекладається буквально як "грішник").